# Liste der Präfekten des Départements Seine
Liste der Präfekten des französischen Départements Seine  von 1800 bis 1967.

## Präfekten
| Von                | Bis                | Präfekt                                 | Lebensdaten | Porträt |
| ------------------ | ------------------ | --------------------------------------- | ----------- | ------- |
| 2. März 1800       | 23. Dezember 1812  | Nicolas Frochot                         | 1761–1828   |         |
| 23. Dezember 1812  | 20. März 1815      | Gaspard de Chabrol                      | 1773–1843   |         |
| 20. März 1815      | 3. Juli 1815       | Pierre-Marie Taillepied de Bondy        | 1766–1847   |         |
| 7. Juli 1815       | 30. Juli 1830      | Gaspard de Chabrol                      | 1773–1843   |         |
| 30. Juli 1830      | 30. August 1830    | Alexandre de Laborde                    | 1773–1842   |         |
| 30. August 1830    | 21. Februar 1831   | Odilon Barrot                           | 1791–1873   |         |
| 21. Februar 1831   | 22. Juni 1833      | Pierre-Marie Taillepied de Bondy        | 1766–1847   |         |
| 22. Juni 1833      | 24. Februar 1848   | Claude-Philibert Barthelot de Rambuteau | 1781–1869   |         |
| 19. Juli 1848      | 25. Oktober 1848   | Ariste Jacques Trouvé-Chauvel           | 1805–1883   |         |
| 27. Oktober 1848   | 20. Dezember 1848  | Adrien Recurt                           | 1798–1872   |         |
| 20. Dezember 1848  | 22. Juni 1853      | Jean-Jacques Berger                     | 1791–1859   |         |
| 22. Juni 1853      | 5. Januar 1870     | Georges-Eugène Haussmann                | 1809–1891   |         |
| 5. Januar 1870     | 10. August 1870    | Henri Chevreau                          | 1823–1903   |         |
| 6. September 1870  | 5. Juni 1871       | Jules Ferry                             | 1832–1893   |         |
| 6. Juni 1871       | 7. Dezember 1872   | Léon Say                                | 1826–1896   |         |
| 9. Dezember 1872   | 28. Mai 1873       | Marc Antoine Calmon                     | 1815–1890   |         |
| 2. Juni 1873       | 28. Januar 1879    | Ferdinand Duval                         | 1827–1896   |         |
| 28. Januar 1879    | 1. Januar 1882     | Ferdinand Hérold                        | 1828–1882   |         |
| 9. Januar 1882     | 5. November 1882   | Charles Thomas Floquet                  | 1828–1896   |         |
| 5. November 1882   | 20. Oktober 1883   | Louis Oustry                            | 1822–1888   |         |
| 20. Oktober 1883   | 23. Mai 1896       | Eugène Poubelle                         | 1831–1907   |         |
| 1. Juni 1896       | 28. Juni 1911      | Justin de Selves                        | 1848–1934   |         |
| 1. Juli 1911       | 27. April 1918     | Marcel Delanney                         | 1863–1944   |         |
| 10. Mai 1918       | 22. Oktober 1922   | Auguste Autrand                         | 1858–1949   |         |
| 1. November 1922   | 25. August 1924    | Hippolyte Juillard                      | 1871–1926   |         |
| 25. August 1924    | 25. September 1925 | Armand Naudin                           | 1869–1938   |         |
| 25. September 1925 | 19. Februar 1929   | Paul Bouju                              | 1868–1941   |         |
| 5. März 1929       | 4. Februar 1934    | Édouard Renard                          | 1883–1935   |         |
| 5. Februar 1934    | 13. Oktober 1940   | Achille Villey-Desmeserets              | 1878–1955   |         |
| 4. November 1940   | 10. September 1942 | Charles Paul Magny                      | 1884–1945   |         |
| 21. September 1942 | 19. August 1944    | René Bouffet                            | 1896–1945   |         |
| 19. August 1944    | 30. August 1946    | Marcel Pierre Flouret                   | 1892–1971   |         |
| 17. September 1946 | 9. Juli 1950       | Roger Verlomme                          | 1890–1950   |         |
| 10. Juli 1950      | 15. September 1950 | Georges Hutin                           | 1899–1978   |         |
| 15. September 1950 | 2. September 1955  | Paul Haag                               | 1891–1976   |         |
| 6. Oktober 1955    | 2. Juni 1958       | Émile Pelletier                         | 1898–1975   |         |
| 2. Juni 1958       | 11. Oktober 1958   | Richard Pouzet                          | 1904–1971   |         |
| 11. Oktober 1958   | 1. Oktober 1963    | Jean Benedetti                          | 1902–1979   |         |
| 1. Oktober 1963    | 10. August 1966    | Raymond Haas-Picard                     | 1906–1971   |         |
| 16. September 1966 | 31. Dezember 1967  | Maurice Doublet                         | 1914–2001   |         |

## Straßennamen
Nach einigen der Präfekten wurden in Paris Straßen benannt:
- Avenue Frochot und Rue Frochot
- Rue de Chabrol
- Rue de Laborde
- Rue Rambuteau
- Rue Berger
- Boulevard Haussmann
- Rue Henri-Chevreau
- Boulevard Jules-Ferry
- Rue Ferdinand-Duval
- Avenue Charles-Floquet
- Rue Eugène-Poubelle
- Avenue de Selves
- Place Édouard-Renard
- Rue Roger-Verlomme